# Laphria dentipes
Laphria dentipes är en tvåvingeart som beskrevs av Fabricius 1805. Laphria dentipes ingår i släktet Laphria och familjen rovflugor. Inga underarter finns listade i Catalogue of Life.